# 地球防衛少女イコちゃん
『地球防衛少女イコちゃん』（ちきゅうぼうえいしょうじょいこちゃん）は、河崎実監督のオリジナルビデオ作品、および、河崎実原作・あさりよしとお作画によるコミカライズ作品である。本稿ではリメイクの『地球防衛ガールズP9』についても解説する。

## ビデオ

### 地球防衛少女イコちゃん（1987年）
宇宙大学の学生・モロケンから「自分が正しいと思うことならなんでも願いが叶う」道具・スーパーインカムをもらった中学生・河井（かわい）イコが、地球防衛組織・LTDTに入り悪の宇宙人と戦う物語。オリジナルビデオブランド「モモコワンダーランド」の一本として発売された。47分。
『ウルトラマン』などで知られる成田亨の参加が話題となった。

#### スタッフ
- 制作：学研ヤング編集部、ネットワーク、リバートップ
- プロデューサー：鵜之沢伸、木村誠
- 脚本：大賀誠、滝沢一穂
- 音楽：高橋亜土
- 主題歌：ケーフェー(石川修一、栗田博、村石雅行、金子隆博)
- 現像：ソニーPCL
- 監督部チーフ：安生文勇
- 特殊造型：品田冬樹、山部拓也
- モンスターデザイン監修：成田亨
- 特撮監督・監督：河崎実

#### キャスト
- 河井イコ：磯崎亜紀子
- ウキヤ：えのきどいちろう
- ニイツ：新津タコ
- コズミ：小出水雄介
- ユミ：菅原弓子
- トビヤマ：田村忠久
- 河井伊代：小川真喜子
- 河井以蔵：佐藤功
- アサミ：山崎あかね
- オオタケ先生：安城目正
- アガワ先生：斎藤章子
- ペンタザウルス：宮葉勝行
- モロケン：南郷勇一
- 声の出演：大桃一郎、門田誠二、田中克明、岡村哲行
- 生徒たち：劇団日本児童(宮野恵美、増田節子、松田裕生子、長門和希、栗城美佳、水上直美、杉村美浜、大野幹代、秦浩美、吉村茂子、椿知子、小塚直美、田中真由美)
- エイター：田中信夫
- アナウンサー・ナレーター：吉田照美
- タマオカ：中山昭二

### 地球防衛少女イコちゃん2 ルンナの秘密（1988年）
宇宙高校に進学することになった河井イコが、中学校のクラブの後輩・菅河（すげかわ）イコにスーパーインカムを預ける。インカムを託された菅河は訓練を積み、LTDTに入隊するが、一緒に配属されたオーストラリア出身のエリート隊員・白馬ルンナがライバルとして立ちはだかり…。35分。
ビデオは「2+1」として、1・2を同時収録している。

#### スタッフ
- 制作：角川メディアオフィス、バンダイ、リバートップ
- 監修：実相寺昭雄
- 企画：鵜之沢伸、田宮武
- プロデューサー：大賀誠
- 脚本：滝沢一穂
- 音楽：石川修一、見里朝生
- 現像：ソニーPCL、IMAGICA
- 作画監督：POTA
- 怪獣デザイン：あさりよしとお
- コスチュームデザイン原案：出渕裕
- モロモロデザイン：近藤豊
- 特殊造型：品田冬樹、山部拓也、坪井浩一、鈴木郎
- 協力：角川書店メディアミックス、コミックコンプ編集部
- 監督：河崎実

#### キャスト
- 菅河イコ：増田未亜
- 白馬ルンナ：田山真美子
- ウキヤ：安芸巡平
- ニイツ：小林研一
- ユミ：松崎ゆか
- ロボコンプ：小我恋次郎
- ミラクルマン：山部拓也
- モロケン：南郷勇一
- 無責任男：滝季山詠一
- バカ：古川哲
- オオデ参謀：大出秀明
- サトウ参謀：佐藤辰男
- カワカツ参謀：川勝正幸
- カーツ星人：カーツ佐藤
- ジャガー：ジャガー
- 河井イコ：磯崎亜紀子
- トビヤマ：竹中直人

### 地球防衛少女イコちゃん3 大江戸大作戦（1990年）
1989年に大映テレビ製作でのテレビシリーズ企画が動いており各テレビ局へのプレゼンが行われているが実現せず、その代替企画として製作された。江戸時代にタイムスリップした菅河イコが、美少女・おいこ（イコの先祖）とともに、江戸を支配しようと企む平賀源内（に取りついたチョンマゲ型の宇宙人）の野望を阻止するために戦う。52分。
2000年にはここまでの3作品が収録されたDVD「地球防衛少女イコちゃん コンプリートDVD」が発売されている。

#### スタッフ
- 制作：角川メディアオフィス、バンダイ、リバートップ
- 協力：日光江戸村
- 監修：京本政樹
- 企画：鵜之沢伸、田宮武
- プロデューサー：明石竜二(大映テレビ)
- 脚本：小中千昭
- 音楽：見里朝生
- 題字：実相寺昭雄
- 現像：IMAGICA
- デザイン：近藤豊
- デザイン協力：麻宮騎亜
- 特殊造型：ビルドアップ、品田冬樹、坪井浩一
- 協力：角川書店メディアミックス、コミックコンプ編集部
- ロケ協力：鬼怒川ロイヤルホテル
- 制作協力：スタジオハード
- 特撮監督：上松辰巳
- 監督：河崎実

#### キャスト
- 菅河イコ：増田未亜
- 特別友情出演：京本政樹
- おいこ：吉野里亜
- ウキヤ：中村大樹
- ニイツ：徳留英人
- コズミ：池上公司
- 次郎吉：伴直弥
- 特別出演：矢追純一
- ナレーター：西村知道
- トビヤマ：竹中直人
- ミズノ：土屋嘉男
- タマオカ・平賀源内：中山昭二

### 文部省選定・防犯教育ビデオ映画「地球防衛少女イコちゃん」（1995年）
幼児向けの防犯教育ビデオ映画。各30分。
1. ゆうかい星人をやっつけろ！
2. SOS!車が人をおそう!!

#### スタッフ
- 企画・製作総指揮：森田健作
- 原作・監督：河崎実
- 音楽：見里朝生
- 製作：ケイエスエス、森田フィルムズ

#### キャスト
- 河合イコ：くにば亜紀
- トビヤマ：剛たつひと
- ニイツ：高品剛
- コズミ：矢野弘二
- オクダ参謀：奥山英志
- カネダ参謀：佐藤忠志
- ジャガー：一本木蛮
- カエデ：水野あおい
- マイ：山下真希
- サヤカ：天見啓子
- オオトワケ：黒田勇樹
- ミラクルマン：破李拳竜
- ミーグル星人：神大介、薩摩剣八郎
- 折笠愛
- モリタニ：森田健作

## テレビ

### 進め!地球防衛少女隊
1992年8月5日、関西テレビ『薔薇DOS』にて外伝テレビドラマ「進め！地球防衛少女隊」放送。

#### キャスト
- 河合イコ：森野文子
- 白鳥ルンナ：山内麻弥
- アンザ・オーヤマ：大山アンザ
- キラーカン：キラーカン
- ジョナサン・マクドナルド：アンソニー・チャールズ・ネッツラー
- グレート・デンプシー：サムエル・ポップ・エニング

## 映画

### 地球防衛ガールズP9
『地球防衛ガールズP9』（ちきゅうぼうえいガールズピーナイン）は、2011年11月26日に公開された日本映画。河崎実監督の原点であるオリジナルビデオ作品『地球防衛少女イコちゃん』の1作目より25年の構想期間を経て21世紀進化型Versionとして製作した特撮映画。
キャッチコピーは「全人類の存亡を賭けた右往左往 3年ぶりに河崎実 解禁。」。
『バンブーちゃんねる』では映画特集動画配信『地球防衛ガールズ それいけ!P9』を放送。視聴者演出参加型ムービーと題し、番組内で視聴者からの意見や台詞などが募集された。
2011年11月26日から12月9日まで2週間限定レイトショーとして東京の渋谷シネクイントの単館で公開。これ以降は、大阪のテアトル梅田（12月10日 - 16日）、名古屋のcinema skhole（2012年1月1日 - 6日）で公開した。東京での公開期間中には、4Dパートとして毎回上映途中のクライマックスシーンでP9隊員のうち1人から8人の出演者本人が日替わりでスクリーン前に登場したが9人全員の登場回は無かった。

#### キャスト
特殊精鋭部隊・P9(パラノーマルナイン)
- 水沢一美 - 野呂佳代（SDN48）
- 黒崎二紗 - 浅倉結希
- 碧川三奈 - 高城樹衣（Girl〈s〉ACTRY）
- 四条緑子 - 阿衣華
- 五島黄絵 - 小桃音まい
- 金城六樹 - 伊倉愛美（元ももいろクローバー）
- 赤沼七瀬 - 山本麻貴
- 土浦真八 - 片山陽加（AKB48）
- 九紫火織 - 巴奎依（Girl〈s〉ACTRY）

その他登場人物
- クタムキ隊長 - もっぷん
- ゲンダ参謀 - モト冬樹
- ヤブナカ長官 - 沖田駿一
- ヤナギ - 古谷敏
- 北朝子 - 星光子
- 謎の女 - 萩原佐代子
- 宇宙芸人 - エスパー伊東・星野卓也・高円寺ジャックスパロウ・レイパー佐藤

#### スタッフ
- プロデューサー・脚本・監督 - 河崎実
- 製作 - 伊藤明博、大野茂、福田淳、恩田宏紀、河崎実
- スーパーバイザー - 川辺保弘
- 企画協力 - 森岡宣喜
- 撮影 - 須賀隆
- 照明 - 佐熊愼一
- 脚本協力 - 中野貴雄
- 監督助手・メイキング - 森島大輔
- 助監督 - 萩原周平
- 編集 - 鈴木邦智
- 音響効果 - 柴田浩明
- 特殊衣装 - 横内浩樹
- 特撮美術 - 寒河江弘
- 特殊造形 - 香西伸介、イラネナホシナ
- デザイン原案 - 加藤礼次朗
- CG - キムラケイサク
- スチール - 金子博
- 音楽 - 黒澤直也
- 音楽ディレクター - 中村文彦（ベルウッド・レコード）
- プロデューサー補 - 関谷和隆
- アシスタントプロデューサー - 竹勲
- 公式HP制作 - トライワークス（水野祐基、田道富久）
- 「それいけ!P9」担当 - 佐々木努
- 製作委員会 - 信正健太郎、松田健吾、冨田純代、高松秀、福永真理、富井里恵、河崎実
- 協力 - デックス東京ビーチ（東京ベイスタジオ）、バンブーちゃんねる、ベルウッド・レコード、東映ラボ・テック、東映デジタル・ラボ、トライワークス、神戸芸術工科大学、成田航空専門学校、ルナベース、ラ・シオン
- 製作 - 地球防衛ガールズP9製作委員会（竹書房、IMAGICA TV、ソニー・デジタル エンタテインメント・サービス、テレビ大阪サービス、リバートップ）
- 製作プロダクション - リバートップ
- 配給 - ファイヤークラッカー

#### 主題歌
- 主題歌「地球防衛ガールズP9のテーマ」

作詞 - 河崎実 / 作曲 - 黒澤直也 / 編曲 - 黒澤直也
- 挿入歌「まだ見ぬ怪獣」

作詞 - 河崎実 / 作曲 - 黒澤直也 / 編曲 - 黒澤直也

## ゲーム
グローバルデータ通信のブランド・グラムスより、『妄想特撮シリーズ 地球防衛少女イコちゃん UFO大作戦』が1992年12月4日にPC-9800シリーズ用ソフトとして発売された。
グラムスは新興のブランドだったため、いきなりオリジナルは厳しいということから、本作品のアドベンチャーゲーム化を選んだ。
メインビジュアルを漫画家の遊人が務めたり、特典としてVHS『UFO大作戦 イコちゃんファイト』が付属していたりと豪華さをうりにした戦略がとられたものの、『UFO大作戦』の売り上げは芳しくなかった。
グローバルデータ通信の創業者である吉田直人は商業的失敗の理由について「「UFO大作戦」はセールス的に大失敗だったんです。原作が実写の特撮作品だったので、アドベンチャーゲームにしてもファンに訴求できなかった」と2019年の4Gamer.netとのインタビューの中で振り返っている。
付属ビデオ『UFO大作戦 イコちゃんファイト』のキャストは以下の通り。
- 河合イコ：中田めぐみ
- ニセカントク：平田純一
- ミラクルマン：破李拳竜
- トライドン：岡田ゆういち
- ジローキング：THE SUN
- 河崎カントク：河崎実

## カセットブック
ソノラマカセットスペシャル　地球防衛少女イコちゃん　101匹怪獣大行進
発行所：朝日ソノラマ　
発行人：広橋敏栄
発行年：1989年1月28日
【スタッフ】
原作…リバートップ
監督…河崎実
脚本…滝沢一穂
演出…藤山房伸
効果…野口透（アニメサウンド）
調整…金谷和美
主題歌…増田未亜
協力…アニメイトフィルム
【キャスト】
・菅川イコ…増田未亜
・トビヤマ隊長…西村知道
・ジャガー班長(エースジャガー)…山寺宏一
・ロボコンプ…小我恋次郎
・ウキヤ隊員…安芸巡平
・ニイツ隊員…小林研一
・イコの父…増岡弘
・イコの母…滝沢久美子
・ホウキ屋…佐々木望
・ヨシダアナウンサー…二又一成

## 漫画

### 概要
ビデオ第二作を製作するためバンダイより提示された「宣伝用の漫画連載」として企画された。「月刊コミックコンプ」（角川書店）1988年5月号 - 1991年5月号まで連載され、1990年、角川書店より単行本1巻が出版されるが、角川書店のお家騒動の煽りを受けて続刊は中断され、1999年白泉社から、装丁を新たにして全2巻で出版された。
美少女を主人公とした、あさりよしとおの作品の中でも非常に良くまとまっており、バランスの良い佳品と評される。また昭和40年代の特撮作品のパロディ、オマージュ、台詞回しが多く、その一例として、作中で登場した、味方になった怪獣や改心した筈のライバルキャラが、何の説明も無いまま、後に敵として再登場するという昔の特撮作品にありがちな「再生怪獣編」を展開したりなど、随所に濃い内容が多く散りばめられている。ただし、それらの予備知識が無くても楽しめる、主に一話完結の物語となっているのが特徴である。
なお、原作である河崎実の役割としては設定とプロットの提示であり、各話のストーリーは、ほぼ総てあさりよしとおが作っており、河崎実、あさりよしとお共に、その旨をコメントしている。
各話の表紙のイコちゃんのカットはビデオ第1話のオープニングにも用いられている。

### あらすじ
河井（かわい）イコは地球防衛隊（LTDT : ライト・テラストリアル・ディフェンス・チーム）日本支部（本部はパリ）でアルバイトしている普通の女子中学生である。そんな彼女が、地球で宴会して酔った宇宙人ミラクルマンからスーパーインカムというヘッドホン型の超能力兵器をもらってしまう。スーパーインカムは彼女が身に付けて「オ・ネ・ガ・イ」をすればすべてかなってしまうという恐るべき兵器だった。それから、地球をねらう宇宙怪物と地球防衛隊（LTDT）の戦いでイコちゃんは大活躍をするようになる。最後の戦いでスーパーインカムはミラクルマンの手に戻り、イコちゃんは普通の女の子に戻る。でも、地球防衛隊（LTDT）でのアルバイトは続けるのだった。

### 主要登場人物

#### 人間（地球人）
河井 イコ（かわい イコ）、LTDT隊員
主人公。13歳。東京都杉並区立第五中学校に通う。ストレートのセミロングヘア。
「可愛い子」から付けられた非常に安直なネーミングがギャグになっている。趣味は切手集め。習い事はピアノとバレエ。放課後にアルバイトをしているフツーの女の子であるが、アルバイト先が地球防衛隊（LTDT）である点が普通ではない。
酔っ払ったミラクルマンからヘッドホン型の超能力兵器スーパーインカムをもらう。スーパーインカムは精神増幅機で、つけたものの「オネガイ」を現実化してしまうが、個人的な欲望を満たす願いをすると誤作動を起こす。彼女はこれをつけ、LTDTの中心戦力となって活躍する。深く物事を考えず、おっちょこちょいから致命的な事件を起こすことがある。原子力発電所を爆発させたこともあった。
運動神経は抜群で学校の体育大会では大活躍した。
トビヤマ、LTDT隊長
小太りな中年男。無表情で何を考えているかわからない。話す言葉は支離滅裂。しかし、なぜか貫禄はある。若いときはエリート隊員であり、いまでもまじめな時はあるが、基本的には前述のように何を考えているかわからない。最終回ではラスボスを倒すため、体当たり(自爆)攻撃を仕掛け、同乗していたニイツを直前に脱出させるという隊長らしさを見せた。キャラクターデザインはビデオ一作目に近い。
白馬 ルンナ（はくば ルンナ）、LTDT隊員
13歳。美少女。3歳で入隊した10年選手。オーストラリア支部から日本支部へ転勤してきた。これまでに17体の怪獣を退治し、LTDT十字勲章を9個受章している。これはLTDTの個人最高記録である。ハーバード大学を首席で卒業し、博士号を5つ持ち、無数の発明特許を持っている。IQ300。しかも、実家は大富豪・大企業で、軍需産業もその傘下にある。家は駅から5分で、ドラクエIIを2日間でクリアした実力者。要するに非常識なほど超エリート。糞虫という忍者のような付き人がいる。
気が強くイコにライバル意識を持っている。日本に来てからは、あまり華々しい活躍は無かったが、ある活躍をカエル型の宇宙人（王子）に見初められて、求婚されノイローゼになってしまう。8歳のころは泣き虫だった。
コズミ、LTDT隊員
青年隊員。ミラクルマンと無理やり一体化され、それ以後ミラクルマンに変身できるようになる。ただし、巨大化変身して消耗すると、まともにコズミに負担がかかる。回が進むにつれて融合が進んで行った模様。疲労の蓄積でミラクルマンが星へ帰るとき、なし崩しに一緒に連れ去られてしまった。キャラクターデザインは、あさりよしとお独自のヒーロー系キャラらしいもの。
ニイツ、LTDT隊員
青年隊員。新兵器開発の専門家。「こんなこともあろうかと…」と、いつもとんでもない兵器を持ち出して来るが、ここぞという時に役に立つ物も数多く作っている。キャラクターデザイン、性格ともにビデオ一作目に近い。
ウキヤ ケンイチ、LTDT隊員
熱血青年隊員。父親が建設会社の社長で、その父が宇宙人と手を組んで悪巧みをしたため、自分もスパイ容疑をかけられたことがある。最終回でラスボスの攻撃で命を落としたが、ニューウィンの持ってきた命で復活した。キャラクターデザイン、性格ともにビデオ一作目に近い（ビデオ二作目では九州弁のキャラだった）。

#### 宇宙人・怪物など
ミラクルマン
ミラクル観光ツアーで地球に団体旅行に来た宇宙人。飲みすぎて水を飲んでいるところに通りかかったイコちゃんに、酔った勢いでスーパーインカムをあげてしまう。それが無いと星へ帰れないため、返してもらおうとLTDT（地球防衛隊）に行った時、折悪しくもイコちゃんの悪戯で怪獣が目覚めてしまい、イコちゃんがインカムを使うことで事無きを得る。インカムはなしくずし的にイコちゃんのものになり、ミラクルマンはLTDT（地球防衛隊）の隊員となる。前記のとおり、コズミ隊員と一体化し、当初は完全な別人格だったが、段々融合が進んで行った模様。コズミの姿のままニューウィンの姿を見、旧友と認めていた。時に自ら変身巨大化して戦うが、インカムが無い為、超能力があまり使えず、苦戦することが多かった。かつては自他共に認めるヒーローだったが、インカムをイコちゃんに渡してからは、もっぱら宇宙人アドバイザー的存在になっていた。なお、最終回では、壊れたと思われたインカムを装着して本来の実力を発揮、ラスボスを一撃で倒して地球最大の危機を解決したが、それまでの疲労の蓄積からニューウィンに連れられて自分の星へ帰って行った。
頭部のデザインは、ビデオ二作目からのものであり、ウルトラマンのオマージュ。
余談だが、ビデオ一作目のミラクルマンのマスクは、河崎監督の自主制作映画のヒーロー・エスパレイザーの流用であり、ミラクルマンとして使用後は「電エース」となった。
ミャーン
猫型宇宙生物。普段は猫の大きさだが、空腹になると巨大化する。宇宙サーカスで働いていたが、労働がきついので逃げ出してきたところをイコに拾われる。人語を解し、人型サイズになると話すことが出来る。
ショーマン
身長60メートル。体重1万5千トン。宇宙サーカス団長。脱走したミャーンを連れ戻しに来た。右手がムチになっている。巨大化したミャーンに押し潰されて重傷を負った。
マイマザー星人
直訳すると「わがまま星人」。ルンナに取り付き、イコも操り、地球を侵略しようとしたが、イコがとんちんかんな命令の解釈をしたため自滅同様にやられてしまった。
懐古怪獣レトロン
あらゆる生物の過去の思い出をエネルギー源にしている。食べられた人間は過去の状態に戻ってしまう。LTDTの隊員をすべて餌食にし、最後にイコを襲うが彼女は、忘れっぽいB型だから明るい未来しかなく、過去は無いので食べ損ね死んでしまう。
ミラクルマンがコズミ隊員と合体したのは、この事件が原因。
ニューウィン
ミラクルマンの幼馴染にして親友。地球をリゾート地とするため地上げにやってきた。ミラクルマンと対決するがニューウィンの方が強いらしい。実は、地上げ星人に取り付かれており、正気に戻るや、自分に悪事の片棒を担がせた地上げ星人をぼこぼこにした。地球人に友好的であり、最終回では、ラスボスと戦って死んだ人たちに命を幾つも提供して復活させている。疲労の蓄積でダウンしたミラクルマンを連れて故郷の星へ去っていった。
ダプラ
体の99パーセントが水分なので、温泉に混じってイコたちを襲おうとするが、湯あたりしてしまう。
マッド星人
クローン装置でイコちゃんを増やし、大軍隊にして地球を征服しようとするが、コントロール装置を付け忘れて計画は頓挫する。
フウト、クーニ、ギーネ
豆腐、肉、ネギの怪獣。すき焼きの材料を落としたイコちゃんがスーパーインカムで元通りにしようとしたら発生した。インカムを私利私欲に使うとこういう副作用が起きる。球場を鍋にすき焼きにされてしまう。元ネタは、河崎監督が若いころ製作した自主制作怪獣映画「フウト」からで、題材もデザインも三体ともほぼ同じ。
巨大ガス生命体（仮）
直径地球の約4倍。地球ができたばかりのころ地球でうまれ、好奇心で何十億年も宇宙を旅して戻ってきたが、地球環境が変わってしまったため金星にすむことになる。
ビデオス星人
身長60メートル。体重1万トン。種族の寿命がつきかけているので、レンタルビデオで生命エネルギーを信号に変換することにより、地球人の生命エネルギーを奪おうとした。アダルトビデオや裏ビデオ（それぞれ「アダルトビデオス」「裏ビデオス」と呼称）に化け、イコちゃんの攻撃力をうばう恐ろしい敵。
地底怪獣ゼムラ
隊長80メートル。体重2万5千トン。原子力発電所の近くに出現したため大騒ぎに。逆にイコちゃんが原発を爆破させて怪獣を倒す。何の解決にもなっていない。
ペコポン星人
イコちゃんを暗殺するため2人の刺客を送る。体育祭に紛れて殺そうとするが、ドジ続きで暗殺は失敗。イコのクラスは彼女の力で優勝する。
アラカワ星人
種族の寿命がつきかけているので、腹いせに地球人の若いやつなどを病院送りにしに来た。秋の植物怪獣ナースを操るが、変電所であえなく感電死して焼き茄子となる。
カーツ星人
第2作に登場、カーツ佐藤が演じた。「カ～～～ツっ!!」しか言わない。
ハカホン星人
宇宙の帝王と呼ばれる。今までLTDTが退治したすべての怪獣を蘇らせ、東京を一気に殲滅しようとする。じつは、帝王が酔っ払って起こした悪戯で、泥酔したまま、平謝りの奥さんのハカホン星人に連れられて帰っていった。
チコ王女
30万光年彼方のノーテン星から友好使節として地球に来た。迎えに上がったイコちゃんとそっくりなので、過密スケジュールに不満な王女はイコちゃんと入れ替わる。「ローマの休日」と「乞食王子」をまぜたような話。現れた怪獣も、チコ王女の威厳に恐れをなす。
さるお国の王子様（蛙）
ルンナ隊員の能力と美貌に魅せられて、さるお国の王子様が求婚してきたが、それはなんと直立した人間大の蛙型宇宙人だった。ルンナはノイローゼになってしまう。
河豚と蟹とウニのキメラ
コズミ隊員たちが河豚を食べたいと思い、イコちゃんをだまして、河豚の細胞から河豚を作ろうとしたが、イコちゃんは河豚と蟹とウニの区別がつかず、3者の合体した巨大なキメラが出来上がってしまった。コズミ隊員は責任を感じ、ミラクルマンに変身しキメラと格闘する。
談合宇宙人（仮）、ガーガ
ウキヤ隊員の父は建設業者だった。宇宙人がかれとした取引をし、ウキヤ隊員から父が情報を聞き出し、宇宙人が破壊し、再建工事をウキヤ建設が行い儲けるという計画を立て実行した。しかし、ウキヤの父も所詮利用されていたに過ぎず、切り札怪獣ガーガが街をおそう。しかし、それを見抜いていたLTDTによってガーガは倒されてしまう。
ギイラ
空を飛ぶ超強力な怪獣だったが、ルンナの会社の社員50万人に跡形も無く粉砕されてしまった。
花火師アチャコ
30万歳。宇宙の花火師。蟹星雲やブラックホールも作った。今は日本で花火師をやっているが悪いことはしていない。通報があったため、ウキヤ隊員が逮捕しようとするがとてもつかまらない。おりしも地球に巨大隕石が接近し地球滅亡のときが迫る。解決策は無い。ウキヤはアチャコに頭を下げると彼は快く引き受ける。隕石は花火のように吹き飛び消滅した。「玉屋～!!」ウキヤは約束の言葉を叫ぶ。
名前は花菱アチャコより。
侵略のセールスマン
「侵略されること」を売るというよく解からないセールスマン。それでも需要はあるらしい。
ヤメソ星人のロボット
完璧な機械だから「オネガイ」が効かない。「こんなこともあろうかと」ニイツ隊員はメカ・イコちゃんを繰り出し、メカの「オネガイ」でロボットは帰ってしまった。しかし、等身大イコちゃんを作っていたニイツに新たな疑惑がかかる。
ラスボス（仮）
最終話「地上最大のおねがい」前・中・完結編に登場。LTDTの世界中の本部・支部をつぶし、最後は日本だけとなった。最強の敵を前にインカムが壊れてしまう。そんな時ミラクルマンが本来の力を発揮し怪獣は一撃で消し飛ぶ。